# Calhau (Cap-Vert)
Calhau est une localité du Cap-Vert, située à l'est de l'île de São Vicente.